# 苏圩镇
苏圩镇，是中华人民共和国广西壮族自治区南宁市江南区下辖的一个乡镇级行政单位。

## 行政区划
苏圩镇下辖以下地区：
苏圩社区、苏保村、保安村、佳棉村、定计村、那海村、镇宁村、保卫村、保城村、保联村、慕村、仁德村、新德村、联英村、隆德村和敬团村。